# Hora babilònica

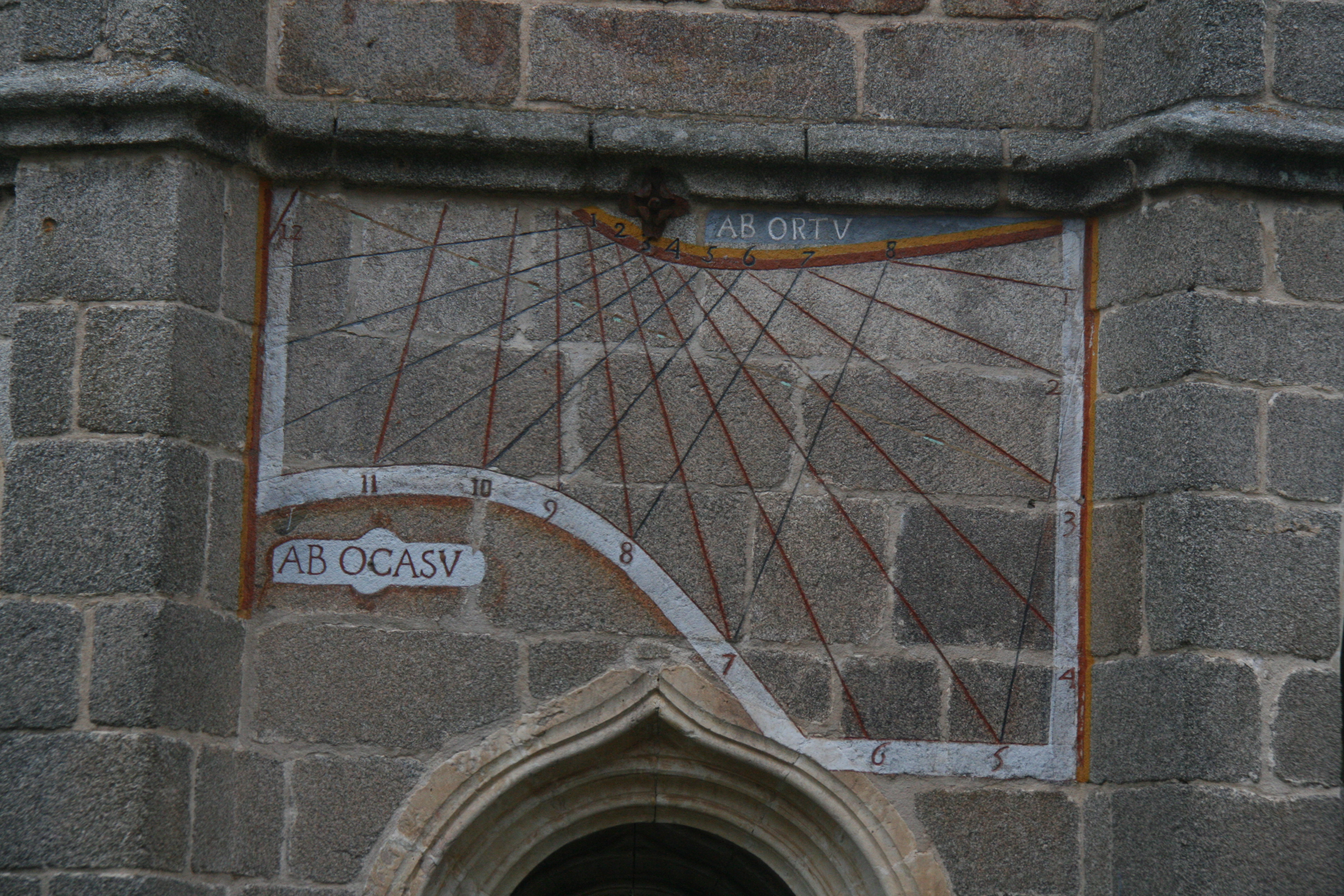
Rellotge d'hores itàliques i babilòniques al monestir del Paular

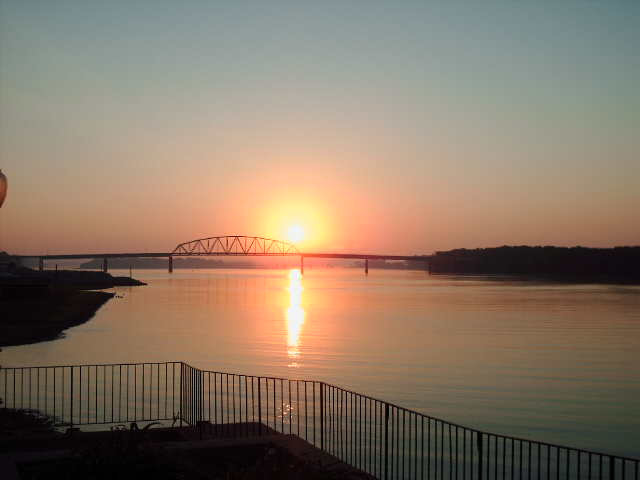
L'alba és el punt de partida del sistema horari babilònic

El sistema horari babilònic, denominat horae ab ortu en alguns rellotges solars, divideix el dia en 24 parts iguals, com fa el sistema d'hores itàliques. Es caracteritza per prendre com a punt de partida el fenomen de l'ortus solar (0h) fins a l'ortus de l'endemà (24h). Els astrònoms babilònics realitzaven la mesura del temps durant la nit emprant hores iguals, definides mitjançant clepsidres. Per a ells l'ortus helíac era una posició de referència natural en la mesura dels esdeveniments astronòmics. Aquesta forma de mesura fou adoptada després pels antics egipcis, quedant la denominació de babilònica a la forma de mesurar el temps en referència als ortus helíacs.
El sistema horari babilònic és similar a l'itàlic, divideix el dia en 24 hores iguals, però a diferència de l'itàlic el babilònic comença el recompte de les hores a l'alba. El sistema babilònic té com a origen del sistema horari, en qualsevol dia de l'any, el període denominat ortus. En el cas del sol la refracció atmosfèrica i la seva intensa lluentor fa difícil la determinació de l'ortus. En molts dels càlculs inicials no es tenia en compte la mitja hora que pot durar un crepuscle.
Els sistemes horaris itàlics i babilònics van ser previs al sistema d'hores civils, així es pot veure en diversos tractats de gnòmons de l'època. El sistema d'hores civils es va acomodar en l'època tardana, en la qual es va començar a emprar els rellotges mecànics. D'aquesta manera es poden trobar en les esferes d'alguns rellotges mecànics els lemes "ad modum campanae" o "concordat cum rotali". És l'època en què les meridianes solars servien d'ajust dels nous enginys precursors del rellotge de butxaca.